# 소니 NEX-C3
소니 NEX-3C는 2011년 6월 24일 출시한 소니 E마운트 미러리스 렌즈 교환식 카메라이다. 새로운 1,620 만 화소 Exmor CMOS 센서와 BIONZ 이미지 처리 엔진 등을 탑재했다. 저전력 설계에 따라 촬영 매수가 400장으로 크게 증가했다. 사이즈는 109.6mm x 60.0mm x 33.0mm로 가장 얇은 부분 25.9mm이며, 본체 무게 225g을 실현함으로써 발표 시점을 기준으로 APS-C 사이즈의 이미지 센서를 탑재 한 렌즈 교환식 디지털 카메라 바디중에서 세계 최소, 최경량을 실현했다.

## 같이 보기
- 소니 알파 NEX-5